# Шеврёль, Мишель Эжен
Мише́ль Эже́н Шеврёль (фр. Michel Eugène Chevreul; 31 августа 1786 — 9 апреля 1889) — французский химик-органик, один из творцов научного метода анализа органической химии.
Одним из первых исследовал строение растительных и животных жиров, объяснил их омыление, выделил некоторые жирные кислоты, исследовал химию варки мяса и открыл креатин (1835). Большой интерес представляют также его работы над органическими красками, выделение ряда растительных пигментов и исследования цветовых контрастов («Loi du contraste simultané des couleurs», 1839).
Член Парижской академии наук (1826), иностранный член Лондонского королевского общества (1826), Национальной академии наук США (1883), иностранный член-корреспондент Петербургской академии наук (1853).

## Биография
Высшее образование получил в Париже. С 1809 года состоял ассистентом профессора Сорбонны Луи Никола Воклена, в 1813—1830 годах — профессор в лицее Карла Великого, с 1830 года занимал кафедру прикладной химии в естественно-историческом музее в Париже.
Главнейшие работы посвящены жирным кислотам. Он дал (1813) почти верный процентный состав глицерина и доказал, что растительные мыла (миндальное, льняное, сурепное и др.) и животные жиры по их химическому характеру можно считать кислотными эфирами глицерина, и таким образом он расчистил путь для синтеза Бертло, получившего в 1853 году искусственные жиры нагреванием глицерина с жирными кислотами. Работы над жирными кислотами привели Шеврёля, вместе с Ж. Гей-Люссаком, к открытию способа получения твёрдых жирных кислот (стеарина); в 1825 году Шеврёль взял в Англии патент на производство стеариновых свечей. Ему принадлежат также открытие (1834) креатина в мясном соке.
В течение многих лет Шеврёль возглавлял техническую лабораторию мануфактуры Гобеленов в Париже. С 1824 года был директором мануфактуры. В 1839 году выпустил брошюру «О законе одновременного контраста цветов» («Loi du contraste simultané des couleurs»), предназначенную в помощь художникам и мастерам ковроткачества. В этой работе Шеврёль обосновал закономерности цветовых сочетаний и свойства дополнительных тонов в природе и искусстве. Брошюру Шеврёля внимательно изучали художники: импрессионисты и постимпрессионисты.
Дожив до 102 лет, он создал обширную школу учеников, среди которых пользовался огромной популярностью.

## Труды[2]
- «Recherches sur les corps gras» («Annales de Chimie et de physique», тт. II, VII, XVI, XXII, XXIII и XXVI, и отдельно: Париж, 1823 и новое изд., 1889);
- «Considérations générales sur l’analyse organique et sur ses applications»;
- «Recherches chimiques sur la peinture» («An. de Ch. et de Ph.», т. LXVI);
- «Sur la peinture à l’huile» (ib., т. XLVII);
- «Leçons de chimie appliquée à la teinture» (1831);
- «Loi du contraste simultané des couleurs» (1839);
- «Des couleurs et de leurs applications» (1864).

## Память
- Ещё при жизни, к столетию со дня рождения (1886), ему была поставлена в большом зале музея его статуя (работы Гильома)[2].
- В 1893 году ему открыт памятник в Анже, его родном городе[2].
- Имя «Chevreul» помещено в список из 72 имён наиболее выдающихся французских учёных и инженеров XVIII—XIX веков, на первом этаже Эйфелевой башни.